# Cuxac-d'Aude
Cuxac-d'Aude är en kommun i departementet Aude i regionen Occitanien  i södra Frankrike. Kommunen ligger  i kantonen Coursan som ligger i arrondissementet Narbonne. År 2022 hade Cuxac-d'Aude 4 070 invånare.

## Befolkningsutveckling
Antalet invånare i kommunen Cuxac-d'Aude
Referens: INSEE